# Liste der Beiträge für den besten fremdsprachigen Film für die Oscarverleihung 1960
Dies ist eine Liste der Beiträge für den besten fremdsprachigen Film bei der 32. Oscar-Verleihung 1960.
Von 1948 bis 1956 wurde dieser Oscar als Spezialpreis beziehungsweise Ehrenoscar verliehen, erst ab 1957 wurde der Preisträger durch die Mitglieder der Academy aus einer Auswahl von fünf nominierten Filmen analog zu den anderen Kategorien gewählt.
Der Oscar für den besten fremdsprachigen Film zeichnet seit seiner Entstehung keine bestimmte Person aus, sondern geht an den zu ehrenden Film. Der Regisseur gewinnt persönlich keinen Oscar, nimmt diesen aber stellvertretend während der Preisverleihung in Empfang, obwohl es sich um eine Auszeichnung für das einreichende Land handelt. Die Länder werden von der Akademie aufgefordert ihren besten Film einzureichen, wobei nur ein Film für jedes Land als Vorschlag akzeptiert wird.
Insgesamt 13 Filme wurden bei der Akademie eingereicht.
Die Niederlande, Pakistan und die chinesischsprachigen britischen Kolonien Hongkong und Singapur unterbreiteten zum ersten Mal Vorschläge für diese Kategorie.
Die hervorgehobenen Titel waren die fünf letztendlich nominierten Filme, welche aus den Ländern Dänemark, Frankreich, Italien, Niederlande und Westdeutschland stammen. Der Oscar ging an Orfeu Negro, ein portugiesischsprachiges Drama, welches in Brasilien von einem französischen Regisseur gedreht wurde. Der Film repräsentierte Frankreich bei der Verleihung.

## Beiträge
| Land           | Deutscher oder internationaler Verleihtitel | Sprache(n)     | Originaltitel                               | Regisseur(e)          | Ergebnis        |
| -------------- | ------------------------------------------- | -------------- | ------------------------------------------- | --------------------- | --------------- |
| Dänemark       | Pao aus dem Dschungel                       | Dänisch        | Paw                                         | Astrid Henning-Jensen | Nominiert       |
| BR Deutschland | Die Brücke                                  | Deutsch        | Die Brücke                                  | Bernhard Wicki        | Nominiert       |
| Frankreich     | Orfeu Negro                                 | Portugiesisch  | Orfeu Negro                                 | Marcel Camus          | Gewonnen        |
| Hongkong       | Yu guo tian qing                            | Mandarin       | 雨過天青 (Yu guo tian qing)                 | Yueh Feng             | Nicht Nominiert |
| Indien         | Apus Weg ins Leben: Apus Welt               | Bengalisch     | অপুর সংসার (Apur Sansar)                       | Satyajit Ray          | Nicht Nominiert |
| Italien        | Man nannte es den großen Krieg              | Italienisch    | La Grande guerra                            | Mario Monicelli       | Nominiert       |
| Japan          | Nobi                                        | Japanisch      | 野火 (Nobi)                                 | Kon Ichikawa          | Nicht Nominiert |
| Jugoslawien    | Der Zug ohne Fahrplan                       | Serbokroatisch | Влак без возног реда (Vlak bez voznog reda) | Veljko Bulajić        | Nicht Nominiert |
| Mexiko         | Nazarin                                     | Spanisch       | Nazarín                                     | Luis Buñuel           | Nicht Nominiert |
| Niederlande    | Das Dorf am Fluß                            | Niederländisch | Dorp aan de rivier                          | Fons Rademakers       | Nominiert       |
| Pakistan       | Vor dem Morgengrauen                        | Urdu           | Jago Hua Savera                             | A. J. Kardar          | Nicht Nominiert |
| Saudi-Arabien  | Der Ruf des Brachvogels                     | Arabisch       | دعاء الكروان (Doaa al-Karawan)              | Henry Barakat         | Nicht Nominiert |
| Singapur       | Jiang shan mei ren                          | Mandarin       | 江山美人 (Jiang shan mei ren)               | Li Han-hsiang         | Nicht Nominiert |